# 정효공주
정효공주(貞孝公主, 757년 ~ 792년 7월 6일(율리우스력 7월 2일)(음력 6월 9일))는 발해의 왕족이자 발해 문왕의 네 번째 딸이었다. 

## 개요
정효공주에 대한 기록은 정효공주묘의 비석에서 찾아볼 수 있다. 정효공주는 발해를 건국한 대조영의 증손녀이자 발해의 왕녀이다. 그녀는 문왕의 넷째딸로 태어났는데, 정혜공주의 동생이기도 했다. 묘지명에 의하면 그녀는 총명한데다가 미모도 뛰어났다 한다. 나중에 결혼해서 딸도 낳았으나, 남편과 딸이 죽은 뒤에는 평생 수절하고 재혼을 하지 않았다. 그러다가 792년 6월 9일에 36세의 나이로 삶을 마감했다.

## 가계
- 부왕 : 문왕(文王, ? ~793 재위:737~793)
- 모후 : 효의황후(孝懿皇后)
  - 언니 : ??공주(요절)
  - 언니 : 정혜공주(貞惠公主, 737~777)
  - 언니 : 미상
  - 정효공주
    - 남편 : 미상
      - 딸 : 미상(요절)

## 기타
정효공주묘에서 정효공주와 그 부군의 인골이 발견됐는데, 유골 조사 결과 정효공주의 키는 156cm, 부군의 키는 161cm이고, 나이는 치아로 보아 25~45세 사이로 추정된다.

## 같이 보기
- 정효공주묘
- 정효공주묘비
- 정혜공주
- 정혜공주묘
- 정혜공주묘비
- 발해 문왕
- 발해 성왕
- 발해 강왕
- 대문예
- 대광덕
- 대원의